# Affinité élective (sociologie)
Pour les articles homonymes, voir Les Affinités électives (homonymie).
L’affinité élective (Wahlverwandtschaft en allemand) est un concept de sociologie théorisé par Max Weber.

## Concept
L'affinité élective désigne la mise en relation entre deux formes culturelles (politiques, économiques, intellectuelles, idéologiques, etc.) par le biais de parentés intimes. Les deux exercent une influence et une attraction réciproque, ce qui leur permet de converger et de se renforcer mutuellement. Il permet ainsi de contourner le problème traditionnel de la causalité : le matériel comme le spirituel peuvent s'entraîner mutuellement dès lors qu'ils ont des affinités, c'est-à-dire des caractéristiques communes qui conviennent aux deux.
L'expression d'affinité élective est utilisée dès le XIXe siècle par des romantiques allemands. Johann Wolfgang von Goethe publie en 1809 un roman sur les sentiments humains qui porte le nom d'Affinités électives.

## Exemple
Dans L'éthique protestante et l'esprit du capitalisme, Max Weber soutient en 1905 qu'il y a une affinité élective entre le protestantisme et le capitalisme. Cette affinité élective aurait été fondée sur des perceptions du monde, du travail et de l'effort communes. L'affinité permettrait de rendre compte de l'avènement du capitalisme lorsque s'est développé le protestantisme.
Selon Michael Löwy, le libéralisme économique et le darwinisme auraient également une affinité élective, concrétisée par la théorie du darwinisme social, qui prétend appliquer le modèle darwinien à la société humaine. Cyril Lemieux et Bruno Karsenti soutiennent qu'il existe une affinité élective entre les courants de pensée de gauche et la sociologie, car celle-ci peut servir à mettre en lumière des mécanismes de domination.